# مانومبو سود
مانومبو سود (به لاتین: Manombo Sud) یک منطقهٔ مسکونی در ماداگاسکار است که در تولیارا دوم واقع شده‌است. مانومبو سود ۱۷٬۰۰۰ نفر جمعیت دارد و ۱۱ متر بالاتر از سطح دریا واقع شده‌است.